# Щербаков, Юрий Михайлович
Юрий Михайлович Щербаков (род. 1925) — советский копьеметатель, чемпион и призёр чемпионатов СССР, участник летних Олимпийских игр 1952 года в Хельсинки. Тренировался под руководством Виктора Алексеева. На Олимпиаде в Хельсинки прошёл квалификацию с результатом 64,39 м. В финальной части соревнований показал результат 64,52 м и занял итоговое 13-е место.

## Выступления на чемпионатах СССР
- Чемпионат СССР по лёгкой атлетике 1949 года:
  - Метание копья —  (66,44);
- Чемпионат СССР по лёгкой атлетике 1951 года:
  - Метание копья —  (68,13);
- Чемпионат СССР по лёгкой атлетике 1952 года:
  - Метание копья —  (65,44);